# Fugloy

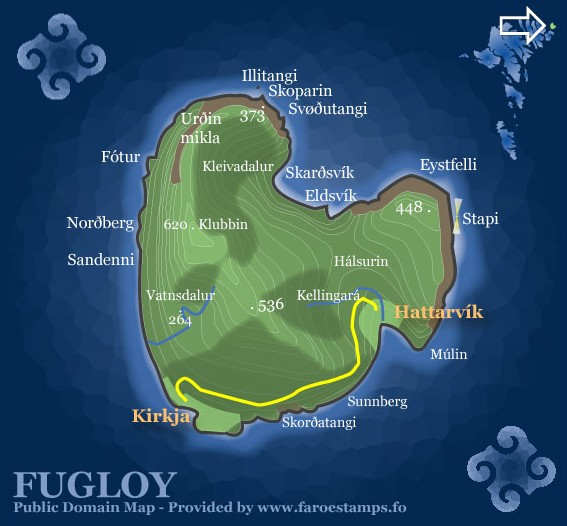
Kaart van Fugloy

Fugloy is het meest oostelijk gelegen eiland van de Faeröer. De naam betekent vogeleiland naar de grote aantallen vogels die zich nestelen op de kliffen van het eiland. Fugloy heeft een oppervlakte van 11,2 km² en heeft 44 inwoners (2007) wat een bevolkingsdichtheid oplevert van 4 inwoners/km². De hoogste berg van het eiland is de Klubbin met zijn 621 meter. Er is één gemeente op het eiland met de naam Fugloyar kommuna en twee bewoonde plaaten: Kirkja in het zuiden en Hattarvík in het oosten.
Er zijn ook drie bergen: de hierboven vernoemde Klubbin, de Norðberg (549 meter) en de Mikla (420 meter). Aan de
oostkust is er een vuurtoren.

## Externe link

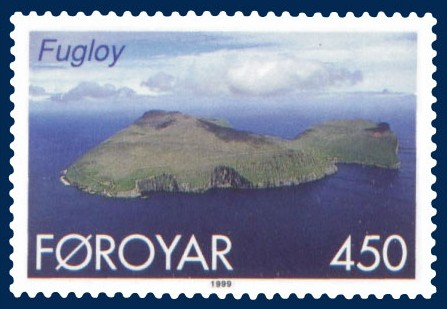
Fugloy op een postzegel uit 1999

## Bergen
Er zijn 3 bergen op Fugloy:
| Naam     | Hoogte |
| -------- | ------ |
| Klubbin  | 620 m  |
| Norðberg | 549 m  |
| Mikla    | 420 m  |